# 胡恩 (中土大陸)
胡恩（英語：Huorn）或譯為野樹人，是J·R·R·托爾金奇幻小說裡中土大陸的一支種族，它們為樹人的近親，且可能是昏昏欲睡的樹人。

## 簡介
在小說裡，老樹人樹鬍曾提及了兩種現象的發生，許多樹人越來越退化為像普通樹木那樣，而一些樹木則變得越來越像樹人；哈比人梅里雅達克·烈酒鹿認為胡恩應該是屬於前者。胡恩能夠發出聲音與樹人交談，也可以緩慢或快速地移動。它們分布在法貢森林的各個角落，梅里還認為在黑暗的深谷中可能還生活著數以千計的胡恩。樹鬍形容胡恩的個性狂野且非常危險，它們平時皆被樹人所約束著。
老林中的樹木例如老柳頭可能也是屬於胡恩的種族，因為老林和法貢森林曾一度是相連的。

## 歷史
當樹人在第一紀元出現於中土大陸時，胡恩可能早已就存在。第三紀元的魔戒聖戰期間，大批的胡恩皆參與了艾辛格毀滅之戰和聖盔谷之戰，負責消滅所有試圖逃跑的強獸人或半獸人。

## 改編描述
在彼得·傑克森執導的《魔戒二部曲：雙城奇謀》電影，有一個場景呈現了成群的胡恩在聖盔谷之戰中殲滅強獸人。
此外，胡恩在電玩遊戲《指環王Online：安格瑪之影》及《魔戒之戰：中土世界爭霸》中均有出現。

## 外部連結
- 胡恩 （页面存档备份，存于）在Tolkien Gateway（英文）
- 胡恩 （页面存档备份，存于）在阿爾達百科全書（英文）